# 3127 Bagration
A 3127 Bagration (ideiglenes jelöléssel 1973 ST4) a Naprendszer kisbolygóövében található aszteroida. Ljudmila Ivanovna Csernih fedezte fel 1973. szeptember 27-én.